# باشگاه فوتبال زنان منچستر سیتی
باشگاه فوتبال زنان منچستر سیتی یک باشگاه فوتبال زنان انگلیسی است که در منچستر مستقر است و در سوپرلیگ زنان FA بازی می‌کند. آنها وابسته به باشگاه فوتبال منچستر سیتی هستند که در لیگ برتر فوتبال انگلستان بازی می‌کنند.

## تاریخ
بانوان منچستر سیتی در نوامبر ۱۹۸۸ تشکیل شد، ایده اصلی آن توسط نیل ماتر، افسر جامعه منچستر سیتی - که اولین مدیر این تیم خواهد بود به علاوه چندین نفر دیگر که در طرح جامعه باشگاه حضور دارند ریخته شد.  اولین مسابقه آنها دیدار دوستانه مقابل اولدهام در چمن مصنوعی Boundary Park بود که سیتی با نتیجه ۴–۱ به پیروزی رسید.  آنها به دلیل تأسیس دیرهنگام باشگاه قادر به بازی در اولین بازی‌های دوستانه خود بودند، آنها سال بعد به لیگ فوتبال منطقه ای زنان شمال غرب پیوستند. به امید افزایش تبلیغات برای فوتبال بانوان، کولین هندری، مدافع تیم اصلی مردان این باشگاه، در مارس ۱۹۹۰ به عنوان رئیس باشگاه منصوب شد. 
بانوان منچستر سیتی در ابتدا در مسابقات لیگ یک با قدرت مخالفت دست و پنجه نرم می‌کردند، زیرا فقط به دلیل قدرت نام تیم، بلافاصله در لیگ دسته چهار قرار گرفتند، اما توانستند نتایج را به اندازه کافی بهبود بخشند تا در میانه جدول به پایان برسند.  آنها در فصل دوم خود پیشرفت بیشتری کردند و در نتیجه اولین صعود خود را به دست آوردند. 
اگرچه این باشگاه حضور خود را در دسته برتر لیگ فوتبال منطقه ای زنان شمال غرب تثبیت کرد، اما عدم استقلال مالی به معنای گره خوردن ثروت این باشگاه به باشگاه مردان بود و در نتیجه اولین سقوط در سالهای ۱۹۹۶–۹۷، فصل بعد از مردان بود. حمایت باشگاه از تیم بانوانشان کاهش یافت، شرایط نامناسب در پلات لین باعث به تعویق افتادن مسابقات شد و کمبود بازیکن منجر به بحث در مورد ادغام تیم بانوان در بانوان استوکپورت شد.
سقوط منچستر سیتی مصادف با سازماندهی مجدد باشگاهی بود که در راس آن هیک، مربی بانوان استاکپورت بود که به دلیل عدم تمایل خانمهای شهرستان استوکپورت به پیوستن به طرف مذکری به همین نام به باشگاه منچستر منتقل شده بود. هیت با وارد کردن بازیکنان جدید - بسیاری از آنها مستقیماً از استوکپورت بودند - و هنگامی که منچسترسیتی تصمیم گرفت تیم زیر ۱۴ ساله‌های استوکپورت را که باشگاه سابقش دیگر در موقعیت حمایت نبودند، تیم جوان را ایجاد کند. منچستر سیتی در طول فصل ۱۹۹۸–۱۹۹۷ در لیگ شکست ناپذیر بود.
صعود در سال ۱۹۹۸ یک دوره موفقیت را برای منچسترسیتی آغاز می‌کند. آنها پس از از دست دادن صعود دوم در سال ۱۹۹۹ ، آنها قهرمان لیگ برتر در سال ۱۹۹۹–۲۰۰۰ شدند و در مرحله پلی آف صعود بارنزلی را شکست دادند تا برای اولین بار خود را از لیگ فوتبال منطقه ای شمال غرب بالا ببرند. فصل بعد آنها قهرمان مسابقات شمال شدند و به لیگ ملی WFA (در سال ۱۹۹۲ به لیگ برتر زنان تغییر نام دادند) به بخش شمال پیوستند. این باشگاه در موارد مختلف به سختی از سقوط اجتناب کرد و هرگز در هفت فصل اول خارج از نیمه پایانی به پایان نرسید. تنها انتصاب لی وود به سمت مدیریتی در سال ۲۰۰۷ توانست باشگاه را از مبارزان برای سقوط نکردن به امیدهای قهرمانی تغییر دهد.

### بازیکنان فعلی

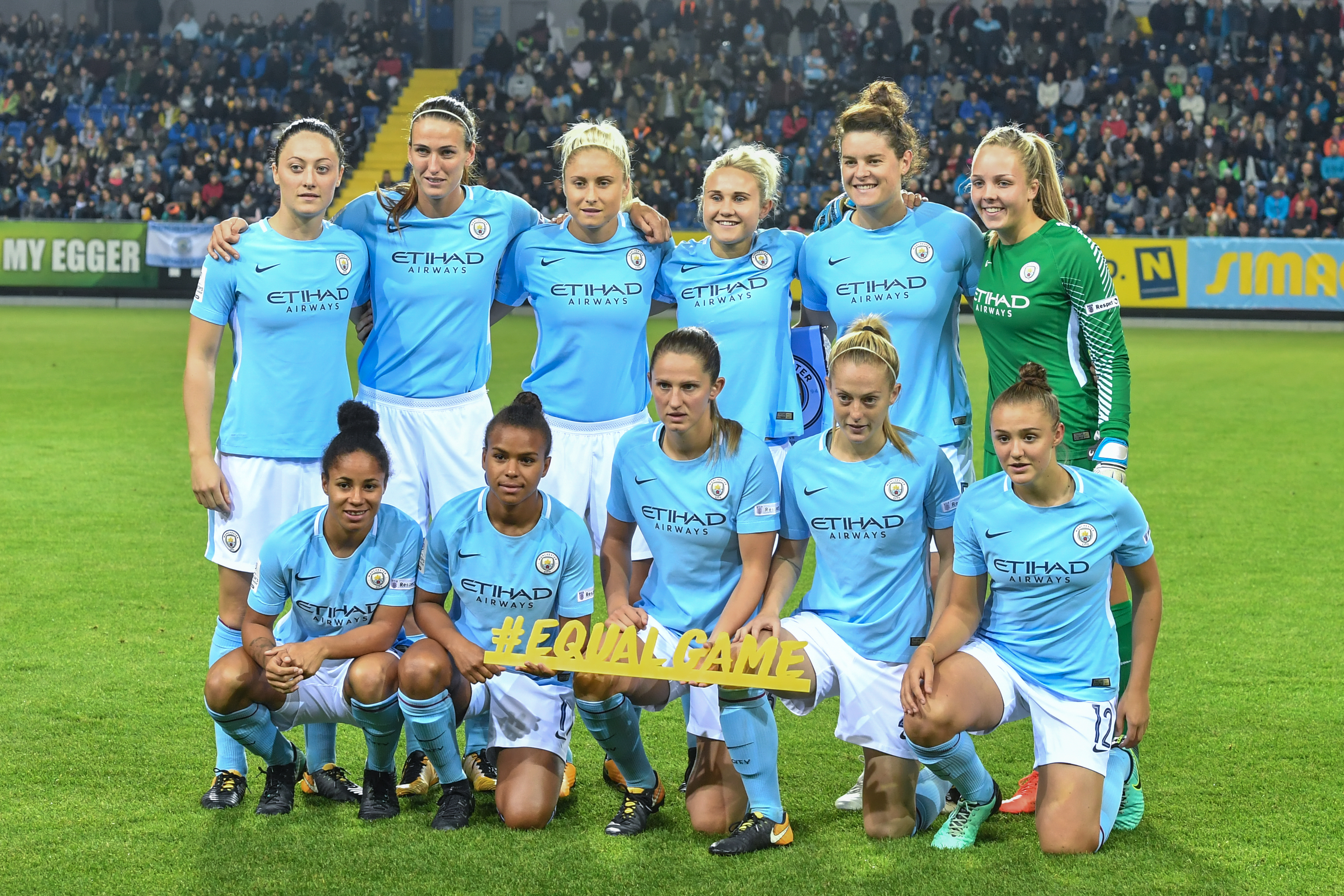
عکسی از تیم اول قبل از بازی لیگ قهرمانان برابر SKN St. Pölten در ۴ اکتبر ۲۰۱۷

## افتخارات

### لیگ‌ها
- FA WSL 1 :
  - (۱): ۲۰۸۵
- لیگ برتر لیگ برتر انگلیس بانوان شمالی :
  - (۱): ۲۰۱۱–۱۲
- لیگ فوتبال زنان ترکیبی شمال :
  - (۱): ۲۰۰۰–۰۱
- بخش برتر لیگ فوتبال منطقه ای زنان شمال غرب :
  - (۱): ۱۹۹۹–۲۰۰۰
- لیگ دسته دو لیگ منطقه ای فوتبال زنان شمال غرب :
  - (۱): ۱۹۹۷–۹۸

### جام ها
- جام حذفی زنان انگلیس :
  - (۳): ۲۰۱۶–۱۷، ۲۰۱۸–۱۹، ۲۰۱۹–۲۰
- جام WSL FA قاره :
  - (۳): ۲۰۱۴، ۲۰۱۶، ۲۰۱۸–۱۹
- جایزه چالش North West :
  - (۱): ۱۹۹۹–۲۰۰۰
- جام لیگ شمال غربی :
  - (۱): ۱۹۹۹–۲۰۰۰

### دو و سه‌گانه
- سه‌گانه
  - ۲۰۰۰: لیگ منطقه ای زنان شمال غرب، جام چالش North West و جام لیگ North West
- دو برابر
  - ۲۰۱۶: لیگ و جام لیگ
  - ۲۰۱۹: جام حذفی و جام لیگ